# Live Phish Volume 17
Live Phish Vol. 17 es un álbum en directo de la banda de rock estadounidense Phish grabado en directo en el Portland Meadows de Portland, Oregón, el 15 de julio de 1998.

## Lista de canciones

### Disco 1
1. "Wolfman's Brother" (Anastasio, Fishman, Gordon, Marshall, McConnell) - 9:26
2. "Water in the Sky" (Anastasio, Marshall) - 3:15
3. "The Moma Dance" (Anastasio, Fishman, Gordon, Marshall, McConnell) - 10:33
4. "Guyute" (Anastasio, Marshall) - 12:46
5. "Horn" (Anastasio, Marshall) - 4:00
6. "Portland Jam" (Anastasio, Fishman, Gordon, McConnell) - 6:19
7. "Chalk Dust Torture" (Anastasio, Marshall) - 8:51
8. "Brian and Robert" (Anastasio, Marshall) - 3:35
9. "Beauty of My Dreams" (McCoury) - 3:20
10. "Cars Trucks Buses" (McConnell) - 5:30

### Disco 2
1. "Roggae" (Anastasio, Fishman, Gordon, Marshall, McConnell) - 9:26
2. "Birds of a Feather" (Anastasio, Fishman, Gordon, Marshall, McConnell) - 9:03
3. "Loving Cup" (Jagger, Richards) - 7:50
4. "Limb by Limb" (Anastasio, Herman, Marshall) - 14:05
5. "Simple" (Gordon) - 9:37
6. "Tweezer" (Anastasio, Fishman, Gordon, McConnell) - 6:19
7. "California Love" (Cocker, Cunningham, Durham, Hooks, Hudson, Stainton, Troutman) - 1:51
8. "Tweezer" (Anastasio, Fishman, Gordon, McConnell) - 7:16
9. "Free" (Anastasio, Marshall) - 11:26

### Disco 3
- Pista 5 grabada el 29 de julio de 1998 en el Riverport Amphitheatre de Maryland Heights, Misuri.

1. "Meat" (Anastasio, Fishman, Gordon, Marshall, McConnell) - 5:04
2. "Harry Hood" (Anastasio, Fishman, Gordon, Long, McConnell) - 14:22
3. "Wilson" (Anastasio, Marshall, Woolf) - 7:03
4. "Tweezer Reprise" (Anastasio, Fishman, Gordon, McConnell) - 4:02
5. "Bathtub Gin" (Anastasio, Goodman) - 23:57

## Personal
Phish
- Trey Anastasio - guitarra, voz
- Page McConnell - piano, órgano, voz
- Mike Gordon - bajo, voz
- Jon Fishman - batería , voz